# غلامرضا وزیری الهی
غلامرضا وزیری الهی (۱۲۸۰-۲۰ آذر ۱۳۵۴) گیاه‌شناس ایرانی بود.غلامرضا وزیری الهی گیاه شناس

## جوایز
وزیری برای نگارش کتاب سبزی‌کاری عملی در سال ۱۳۳۸ برندهٔ جایزه سلطنتی کتاب سال شد.

## آثار
- سبزی‌کاری عملی
- گلکاری عملی
- درختکاری عملی
- کرم ابریشم